# Lliga neerlandesa de bàsquet
La Lliga neerlandesa de bàsquet és la màxima competició de basquetbol dels Països Baixos. És organitzada per la Federatie Eredivisie Basketballclubs.

## Historial
- 1946: DEP Amsterdam
- 1947: DEP Amsterdam
- 1948: APGS Amsterdam
- 1949: AMVJ Amsterdam
- 1950: DEP Amsterdam
- 1951: AMVJ Amsterdam
- 1952: DEP Amsterdam
- 1953: DEP Amsterdam
- 1954: DEP Amsterdam
- 1955: AMLV Amsterdam
- 1956: DEP Amsterdam
- 1957: Wolves Amsterdam
- 1958: DEP Amsterdam
- 1959: Blue Stars Amsterdam
- 1960: Wolves Amsterdam
- 1961: Wolves Amsterdam
- 1962: Landlust Amsterdam
- 1963: Landlust Amsterdam
- 1964: Wolves Amsterdam
- 1965: Wolves Amsterdam
- 1966: Herly Amsterdam
- 1967: SVE Utrecht
- 1968: Flamingo's Haarlem
- 1969: Punch Delft
- 1970: Stars Amsterdam
- 1971: Flamingo's Haarlem
- 1972: Flamingo's Haarlem
- 1973: BC Amsterdam
- 1974: Rotterdam BC
- 1975: Rotterdam BC
- 1976: BC Amsterdam
- 1977: BC Amsterdam
- 1978: BV Leiden
- 1979: BC Den Bosch
- 1980: BC Den Bosch
- 1981: BC Den Bosch
- 1982: Donar Groningen
- 1983: BC Den Bosch
- 1984: BC Den Bosch
- 1985: BC Den Bosch
- 1986: BC Den Bosch
- 1987: BC Den Bosch
- 1988: BC Den Bosch
- 1989: BC Den Helder
- 1990: BC Den Helder
- 1991: BC Den Helder
- 1992: BC Den Helder
- 1993: BC Den Bosch
- 1994: BS Weert
- 1995: BC Den Helder
- 1996: BC Den Bosch
- 1997: BC Den Bosch
- 1998: BC Den Bosch
- 1999: Astronauts Amsterdam
- 2000: Astronauts Amsterdam
- 2001: Astronauts Amsterdam
- 2002: Astronauts Amsterdam
- 2003: Towers Nimega
- 2004: Capitals Groningen
- 2005: Astronauts Amsterdam
- 2006: Towers Den Bosch
- 2007: Towers Den Bosch
- 2008: Amsterdam
- 2009: Amsterdam
- 2010: Flames Groningen
- 2011: ZZ Leiden
- 2012: Towers Den Bosch
- 2013: ZZ Leiden
- 2014: Flames Groningen